# Oostelijke oliepijpleiding
De oostelijke oliepijpleiding (Russisch: Восточный нефтепровод; Vostotsjny nefteprovod) of (oliepijpleiding) Oost-Siberië-Grote Oceaan (Восточная Сибирь — Тихий океан; ВСТО; Vostotsjnaja Sibir - Tichi okean; VSTO) is een 4700 kilometer lange oliepijpleiding tussen de olievelden van West- en Oost-Siberië en de haven van Kozmino (Russische kraj Primorje) voor de export van aardolie naar de afzetmarkten rond de Pacific Rim. Het 1115 kilometer lange deel van het Talakanolieveld naar Tajsjet kan de olie ook de andere richting op vervoeren om zo ook olie te kunnen leveren aan de petrochemische fabriek van Angarsk. De pijpleiding is aangelegd door het Russische staatsbedrijf Transneft.

## Geschiedenis
De pijpleiding werd oorspronkelijk ontworpen in 1999 door Yukos tussen haar raffinaderij in Angarsk (oblast Irkoetsk) en de Noord-Chinese stad Daqing voor de export van aardolie. In dezelfde periode stelde Transneft een alternatief project voor om olie te vervoeren van Tajsjet (oblast Irkoetsk) naar de Verre-Oostelijke haven Nachodka. In mei 2003 besloot de Russische overheid beide pijpleidingen te combineren en dat Transneft de verantwoordelijkheid voor de pijpleiding zou dragen, terwijl Yukos de olie zou leveren.
De aanleg van de pijpleiding zelf startte in april 2006. Op 4 oktober 2008 werd het traject tussen Tajsjet en Talakan (oblast Amoer) opengesteld om olie te transporteren van het Talakanolieveld van Soergoetneftegaz.
In februari 2009 ondertekenden Rusland en China een verdrag waarin overeengekomen werd dat Rusland China elk jaar 15 miljoen ton olie (300.000 vaten per dag) zou leveren in de daaropvolgende 20 jaar in ruil voor een lening ter waarde van US$ 25 miljard aan de Russische bedrijven Transneft en Rosneft voor het ontwikkelen van pijpleidingen en olievelden.

## Route
De pijpleiding volgt de route vanaf Tajsjet (oblast Irkoetsk) langs de plaatsen Kazatsjinskoje (oblast Irkoetsk), Skovorodino (oblast Amoer) en Perevoznaja (kraj Primorje) naar Kozmino.
De aanleg van de pijpleiding vond plaats in twee fasen. In de eerste fase werd het 2757 kilometer lange tracé tussen Tajsjet en Skovorodino aangelegd. Deze aanleg startte in april 2006 en was eind 2009 voltooid. Dit tracé werd aangelegd door de bedrijven Sistema SpekStroj, Krasnodarstrojtransgaz (in 2008 weggestuurd door Transneft), Vostok Stroj, Promstroj, Amerco Int. en IP Set Spb. De kosten van de aanleg van het eerste tracé waren berekend op US$US$ 12,27 miljard. De pijplijn had een initiële capaciteit van 30 miljoen ton op jaarbasis. Stapsgewijs is de capaciteit verhoogd, van 50 miljoen ton in 2012 naar 58 miljoen ton in 2014 en 73 miljoen ton per jaareinde 2017. In november 2019 werd het project afgesloten waarmee de capaciteit is verhoogd naar 80 miljoen ton op jaarbasis.
Bij Skovorodino splitst de pijplijn. Er is een 1115 kilometer lange aftakking naar de Chinese stad Daqing, waarvan 67 kilometer op Russisch en 960 kilometer op Chinees grondgebied. In november 2017 werd een investeringsprogramma afgerond. Door het bijplaatsen van extra pompstations is de capaciteit verhoogd naar 30 miljoen ton op jaarbasis.
Een tweede pijplijn, met een lengte van 2100 kilometer, ligt tussen Skovorodino naar de Grote Oceaan. De voltooiing hiervan werd in 2007 gepland op ergens tussen 2015 en 2017. Veel eerder dan verwacht, werd in december 2012 dit traject officieel in gebruik genomen waardoor het vervoer per spoor niet meer nodig is. De kosten van de exportterminal bij Kozmino aan de Pacifische kust werden geraamd op US$ 1,74 miljard. De capaciteit bij de aanleg was 30 miljoen ton per jaar, ook deze is verhoogd van 45 miljoen ton per jaareinde 2017. In november 2019 is een verdere toename tot 50 miljoen ton gerealiseerd. Halverwege de pijplijn is in 2018 een aftakking gemaakt voor een nieuwe raffinaderij Komsomolsk. Hier staat drie pompstations langs een 293 kilometer lange pijplijn met een capaciteit van 8 miljoen ton per jaar.

### Baikalmeer
Na protesten van milieuorganisaties werd het tracé van de pijpleiding bij het Baikalmeer door de Russische regering verschoven naar 40 kilometer ten noorden van de noordoever, zodat deze nu niet door Boerjatië loopt (wat aanvankelijk de bedoeling was), maar door het noordelijker gelegen Jakoetië. Aanvankelijk was het de bedoeling dat de pijpleiding op meer dan 20 kilometer van de oever van het meer zou komen te liggen. De staatsdoema had hierover al twee lezingen gehouden en het voorstel hoefde alleen nog naar de Federatieraad van Rusland te worden gestuurd. Volgens tegenstanders kwam Transneft hierachter en zou deze achter de schermen overleg met Vladimir Poetin hebben gevoerd om ervoor te zorgen dat dit niet doorging, omdat dan meer kosten moesten worden gemaakt en de aanleg dan langer zou duren. Hierop werd aangedrongen op het schrappen van de beperkingen rond het meer en nam de staatsdoema op 12 april 2006 plotseling het besluit dat de pijpleiding vlak langs de oever van het meer mocht worden getrokken, door een drasgebied, waardoor het water en de kwetsbare leefmilieus van het meer mogelijk met olie zouden kunnen worden vervuild. Milieuactivisten demonstreerden daarop in meerdere Russische steden, de gouverneur van de oblast Irkoetsk Aleksandr Tisjanin en de presidentiële afgevaardigde van het federaal district Siberië Anatoli Kvasjin tekenden protest aan en lokale actiegroepen, inwoners van de kraj Krasnojarsk, Greenpeace en het WNF stapten naar de rechter, die hun argumenten echter afwees. Op 26 april 2006 bleken deze protesten toch resultaat te hebben, daar Poetin tijdens een bijeenkomst met Siberische leiders plotseling verklaarde dat de pijpleiding op minstens 40 kilometer van de oever zou moeten worden aangelegd.

## Technische specificaties
De pijpleiding van het eerste tracé heeft een diameter van 1220 millimeter en een jaarlijkse capaciteit van 80 miljoen ton ruwe olie en het tweede tracé heeft een jaarlijkse capaciteit van 50 miljoen ton. De pijpleiding moet gaan bestaan uit 32 pompstations, waaronder 13 met olietanks met een totale capaciteit van 2,67 miljoen m³. De verbinding naar China moet een jaarlijkse capaciteit van 30 miljoen ton olie krijgen en het gedeelte op Russisch grondgebied zou US$ 600 miljoen moeten gaan kosten.
In de zomer van 2008 werden door Wärtsilä 16V32 ruwe olie-aangedreven motoren geleverd voor een geplande warmte-krachtcentrale van 35 MW bij de stad Oljokminsk in Jakoetië, die aan het eerste tracé van de pijpleiding is gekoppeld en moet gaan draaien op de ruwe olie van de oostelijke pijpleiding.
Bij Kozmino is een tankterminal (een terrein met olietanks) gebouwd met een capaciteit van 350.000 m³ en een overslagcapaciteit van 300.000 vaten per dag.

## Aanvoer
De pijpleiding is erop gericht om olie te vervoeren van de olievelden van de West-Siberische deelgebieden oblast Tomsk en Chanto-Mansië. Deze olie zal via de bestaande Omsk-Irkoetskpijpleiding naar Tajsjet worden vervoerd, vanwaar het verder wordt getransporteerd via de oostelijke oliepijpleiding.